# 二氯苯基胂
二氯苯基胂，简称PD，是一种有机、含砷的糜烂性和呕吐性毒剂，最初是由德国和法国在一战中发明的，在当时作为化学武器使用。

## 历史
1917至1918年间，德国和法国制备二氯苯基胂。二战期间，德国仍持續制备此种化学武器。

## 化学性质

### 主要性质
二氯苯基胂（PD）是一种无色无味的物质，与水接触可以生成盐酸。与水的这一反应很慢，二氯苯基胂会下沉至水底，反应没有危险。这一水解反应的另一产物是苯砷酸，会对粘膜和皮肤产生很强的刺激。如果不纯净，二氯苯基胂可能带有一点棕色，当然在纯净的状态下，应为无色的并且有油状质地。此外，不纯净的二氯苯基胂溶液还会散发辣根和类似大蒜的臭味，可检测浓度为 0.1 ppm。。
二氯苯基胂（PD）是糜烂性毒剂中四种含砷有机物中的一种，其他三种分别是二氯甲基胂、二氯乙基胂和路易氏剂，二氯苯基胂即是路易氏剂的结构类似物。在凝固点-20 °C，二氯苯基胂转变为显微晶质固体。
在分子结构上，苯环和砷原子由一个碳-类金属键连接，两个氯原子则由共价键与砷原子相连。

### 合成
二氯苯基胂（PD）可由苯和三氯化砷经由无水氯化铝催化反应制得。

## 使用
二氯苯基胂是一种现已过时的化学武器，在类别上，它属于糜烂性毒剂或呕吐性、失能性毒剂。在二战战场上，有军队使用二氯苯基胂，却发现它的效果不如其他呕吐性毒剂。此外，二氯苯基胂作为一种含砷的糜烂性毒剂，可以与芥子气混合，作为化学武器使用。
在一般环境条件下，二氯苯基胂可以存留2至7天。在通风的条件下，它也可作为呕吐性毒剂产生一定效果。然而，由于二氯苯基胂可以在阴凉空气中持续生效，最初的发明者旨在将其用于潮湿环境中。因此，在地下室、洞穴和壕沟，它就变得更加危险，因为这些地带往往极度潮湿。此外，在诸如银行等安全要求极高的设施中，安保人员也用它作为对抗犯罪分子的武器。

## 生物效应
二氯苯基胂（PD）损害眼睛、肺、喉咙和鼻粘膜。它直接作用于眼部，并在大剂量的情况下导致失明。它也导致恶心、呕吐，即使剂量在5-50毫克的吸入也会诱发剧烈呕吐。由于体内钙被砷替换，长期暴露在二氯苯基胂下可以导致系统性损害，包括严重的骨髓损伤。
然而总的来说，二氯苯基胂（PD）在野外很容易发现，且净化措施生效较快，它的效力不如其他糜烂性毒剂。此外，它导致的糜烂效果并不立刻显现，少则延迟30分钟，多则32小时，这要取决于吸入的浓度。
二氯苯基胂的毒理尚不完全清楚，但1986年美国陆军资助的一项报告的确在这一领域有所进展。报告显示，二氯苯基胂可以穿透红细胞的细胞膜，与细胞内的某些物质反应。报告同时指出，血红蛋白不是把PD与红细胞结合在一起的物质，更有可能是谷胱甘肽。